# مسیرهای سانتیاگو در اسپانیا
موقعیت سانتیاگو د کومپوستلا در منتهی‌الیه شمال‌غربی شبه‌جزیره ایبری و جایگاه این شبه‌جزیره در جنوب‌غربی اروپا باعث شده است که در گذر قرون، زیارت‌های پرشمار به شهر حواری مسیح، میراثی غنی از هنر و فرهنگ را در سراسر جغرافیای اسپانیا پدید آورد. این میراث در بسیاری از موارد با محیط طبیعی‌ای که از ارزش‌های منحصربه‌فرد منظر طبیعی و بوم‌شناختی برخوردار است، غنا یافته است.
وضعیت نگهداری، بهره‌برداری و مطالعه این مسیرهای تاریخی مختلف کاملاً متفاوت است، با این حال تمایل عمومی بر آن است که این مسیرها به عنوان ابزاری فرهنگی، گردشگری، ورزشی و مذهبی به کار گرفته شوند که به حفظ، مرمت و غنای مکان‌هایی که مسیرها از آن‌ها عبور می‌کنند، یاری رسانند.
این مسیر، راهی زنده و پویاست که هر ساله با اضافه شدن مسیرهای جدیدی که زائران نوین و امروزی می‌سازند، گسترش می‌یابد؛ زائرانی که از مسیرهای تاریخی بهره گرفته و بر آن‌ها راه‌هایی تازه با جذابیتی خاص می‌افزایند.
در طول قرون، این مسیرهای مذهبی و بازرگانی باعث غنای بیشتر میراث هنری و فرهنگی این سرزمین‌ها شده‌اند؛ سرزمین‌هایی که تاریخی طولانی و شکل‌گرفته از حضور تمدن‌های گوناگون، تنها دلیل آن است که این میراث یکی از غنی‌ترین و متنوع‌ترین‌ها در جهان به شمار می‌رود.
در سال ۱۹۹۳، مسیر معروف به «کامینو فرانسس» (راه فرانسوی) از سوی یونسکو به عنوان میراث جهانی با عنوان «راه‌های سانتیاگو د کومپوستلا» به ثبت رسید. در سال ۲۰۱۵، این عنوان به چهار مسیر دیگر در شمال اسپانیا نیز گسترش یافت و نام آن به «مسیرهای سانتیاگو د کومپوستلا: کامینو فرانسس و مسیرهای شمال اسپانیا» تغییر یافت.